# 二円紙幣
二円紙幣（にえんしへい）とは、かつて日本で流通した紙幣の額面の1つ。二円券、二円札とも呼ばれた。

## 一覧

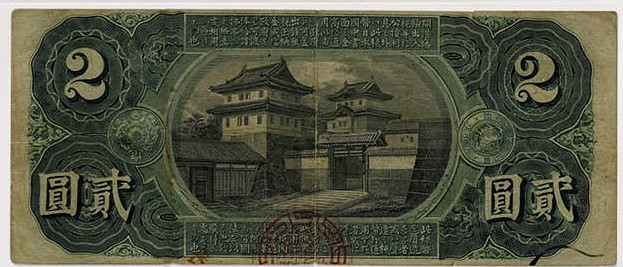
旧国立銀行紙幣二円紙幣（裏面）

日本銀行券として発行された二円紙幣は存在せず、日本銀行券以外では以下の種類が発行されているが、現在はいずれも失効している。
- 明治通宝二円券（1872年（明治5年）6月25日発行[1]、1899年（明治32年）12月31日失効[2]、紙幣券面の表記は「金二圓」）
- 旧国立銀行紙幣二円券（1873年（明治6年）8月20日発行[3]、1899年（明治32年）12月9日失効[4]、紙幣券面の表記は「貳圓」）

それぞれの紙幣の詳細は各項目を参照。